# 久保田音二郎
久保田 音二郎 （くぼた おとじろう、1908年3月30日 - 1979年7月1日）は、日本の会計学者。神戸大学名誉教授。元日本学術会議会員。

## 人物・経歴
大阪市住吉区安立町生まれ。1931年関西学院高等商業部卒業。1934年神戸商業大学（現神戸大学）卒業。平井泰太郎ゼミで会計学を専攻した。同年関西学院高等商業学校講師。1938年同教授。1941年山口高等商業学校教授。1945年神戸経済大学助教授。1949年神戸大学教授。1954年経営学博士の学位を取得。1962年神戸大学経営学部学部長。1965年企業会計審議会委員。1968年日本学術会議会員。1971年神戸大学名誉教授、関西学院大学教授。1979年勲三等旭日中綬章受章。同年叙従三位。

## 著書
- 『原価構成論』関西学院経営研究会 1938年
- 『強制監査』千倉書房 1939年
- 『間接費会計論』巖松堂書店 1942年
- 『工業原価計算論』巌松堂 1944年
- 『統一原価計算制度論』産業図書 1944年
- 『短期損益計算論』千倉書房 1949年
- 『原価計算論』同文館 1951年
- 『間接費計算論 : 固定費との連関を主題として』森山書店 1953年
- 『直接原価計算論』千倉書房 1955年
- 『内部監査』ダイヤモンド社 1957年
- 『財務諸表監査』中央経済社 1959年
- 『近代財務監査』同文館出版 1959年
- 『内部監査制度』日本経済新聞社 1960年
- 『固定資産管理と業務監査』同文館出版 1964年
- 『直接標準原価計算』千倉書房 1965年
- 『流動資産管理と業務監査』同文館 1967年
- 『近代財務諸表監査』同文館 1967年
- 『基本簿記』（高島清, 吉田繁隆と共著）実教出版 1972年
- 『適正表示の監査』中央経済社 1972年
- 『現代内部監査』千倉書房 1974年
- 『監査役監査制度』税務経理協会 1974年
- 『監査役監査の展開』税務経理協会 1977年